# 75-й гвардейский штурмовой авиационный полк
75-й гвардейский штурмовой Сталинградский Краснознамённый ордена Суворова авиационный полк — авиационная воинская часть ВВС РККА штурмовой авиации в Великой Отечественной войне.

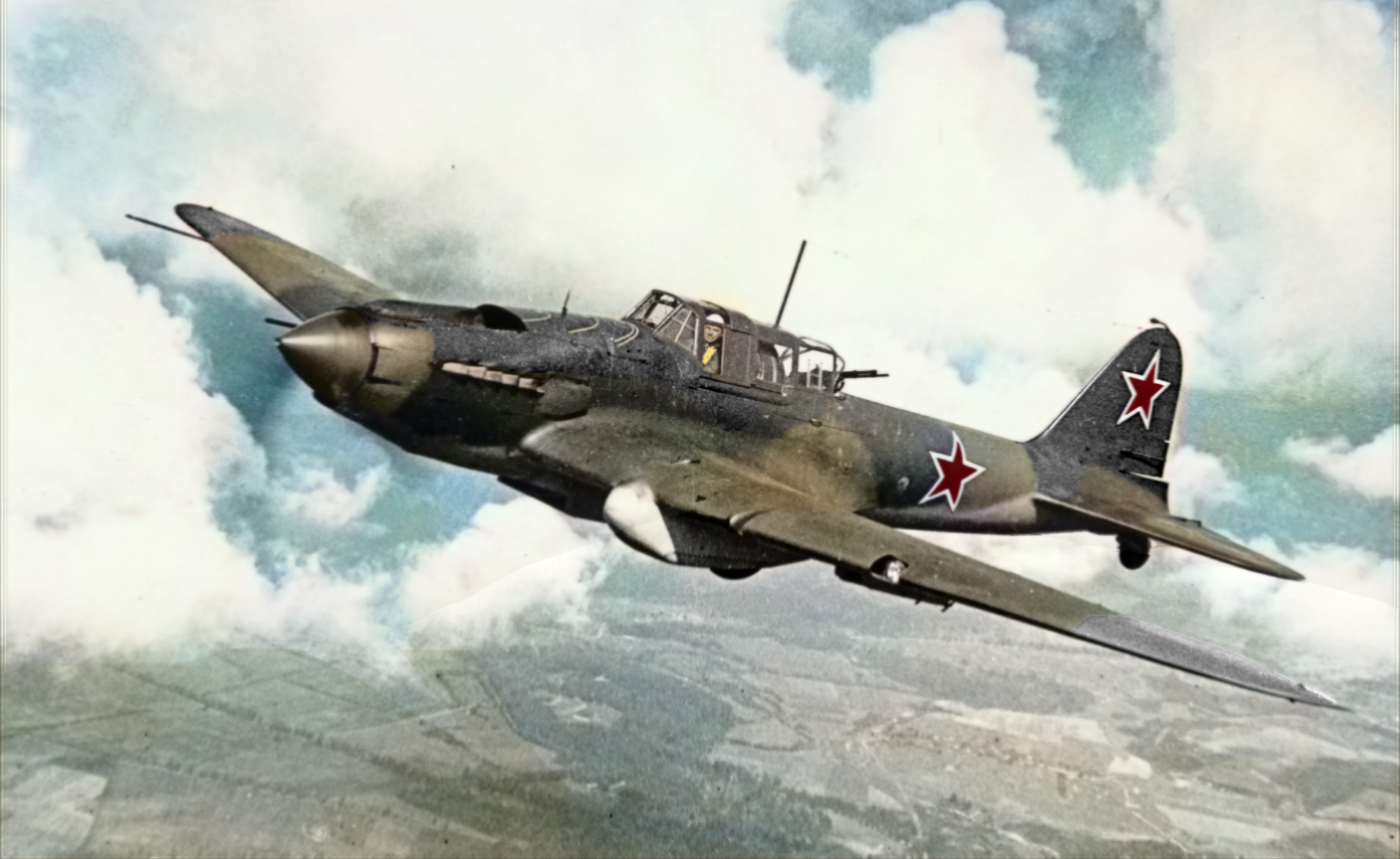
На вооружение полка самолёт Ил-2 поступил в середине сентября 1941 года.

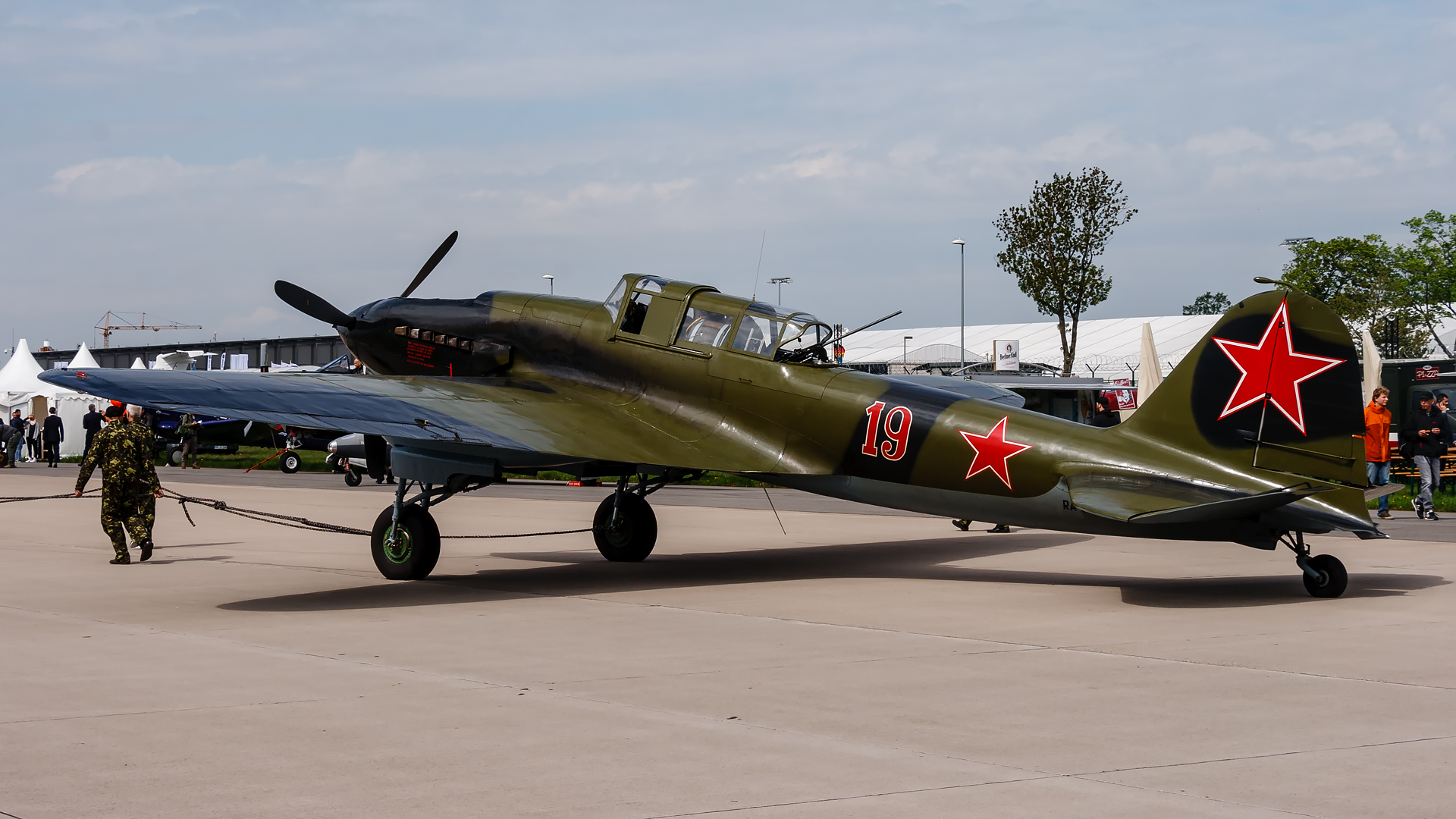
Конструкторы называли разработанный ими штурмовик Ил-2 «летающим танком», пилоты-истребители люфтваффе прозвали его «бетонным самолётом» (нем. Betonflugzeug), солдаты вермахта называли его «чумой» (нем. Schwarzer Tod, дословно: «чёрная смерть»).

## Наименование полка
В различные годы своего существования полк имел наименования:
- 505-й штурмовой авиационный полк;
- 75-й гвардейский штурмовой авиационный полк (18.03.1943 г.)[1];
- 75-й гвардейский штурмовой авиационный Сталинградский полк (04.05.1944 г.);
- 75-й гвардейский штурмовой авиационный Сталинградский Краснознамённый полк (06.07.1944 г.);
- 75-й гвардейский штурмовой авиационный Сталинградский Краснознамённый ордена Суворова полк (26.04.1945 г.);
- 75-й гвардейский истребительно-бомбардировочный авиационный Сталинградский Краснознамённый ордена Суворова полк (26.04.1945 г.)[1];
- Войсковая часть (Полевая почта) 30032.

## История и боевой путь полка
505-й штурмовой авиационный полк сформирован 1 сентября 1941 года. На вооружении имел самолёты Ил-2. Участие в боевых действиях принял 10 октября 1941 года, участвуя в обороне Москвы. Полк выполнил 25 боевых вылетов, а затем убыл в Куйбышев за новой материальной частью.
После переформирования в ВВС Приволжского военного округа полк прибыл в состав ВВС Западного фронта, где принял участие в Ржевско-Вяземской стратегической наступательной операции с 1 по 20 апреля 1942 года. С 29 мая 1942 год полк перебазировался на Юго-Западный фронт, где вошел в состав 228-й штурмовой авиационной дивизии. Недоукомплектованная самолётами Ил-2 и личным составом дивизия приступила к выполнению боевых задач на Юго-Западном фронте с аэродрома Н. Дуванка
9 июня 1942 года 228-я штурмовая авиационная дивизия вошла в состав 8-й воздушной армии Юго-Западного фронта. С 18 июня 1942 года полк перешел в подчинение 226-й штурмовой авиационной дивизии. С 12 июля 1942 года полк в составе 8-й воздушной армии вошел в подчинение Сталинградского фронта и участвовал в Сталинградской битве на котельниковском направлении и в Донбассе.
За проявленные в боях отвагу, стойкость, дисциплину и героизм личного состава Приказом НКО СССР № 128 от 18 марта 1943 года дивизия преобразована в 1-ю гвардейскую штурмовую авиационную дивизию и 4 мая 1943 года удостоена почётного наименования «Сталинградская», полк преобразован в 75-й гвардейский (Директивой Штаба ВВС КА № 512340 от 21.03.43 г.) и ему присвоено почетное наименование «Сталинградский». Гвардейское знамя полку вручено 29 апреля 1943 года.
До конца апреля 1943 года полк в составе 1-й гвардейской штурмовой авиационной дивизии находился в резерве фронта. 15 мая 1943 года полк в составе дивизии перебазировался на аэродром Матвеевский для содействия прорыву наземными войсками долговременной и сильно укреплённой полосы обороны противника — Миус-фронта. В Донбасской операции полк штурмовал оборонительные позиции немцев на реке Миус.
В ходе Донбасской операции полк содействовал наступлению частей 5-й ударной армии и 4-го механизированного корпуса. В начавшейся 30 января 1944 года Никопольско-Криворожской наступательной операции полк участвовал в ликвидации немецкого плацдарма на левом берегу Днепра у Никополя. Штурмовики действовали настолько эффективно, что после каждого ракетно-бомбового удара советские наземные войска быстро овладевали узлами обороны противника. В апреле 1944 года полк в составе дивизии был переориентирован на крымское направление. В период Крымской операции полк способствовал прорыву вражеской обороны на южном берегу залива Сиваш, обеспечивал быстрое продвижение наземных войск 4-го Украинского фронта к Симферополю, участвовал в освобождении города Севастополя.
После освобождения Крыма полк и 1-я гвардейская штурмовая авиационная дивизия были выведены из состава 8-й воздушной армии и переброшены в Калужскую область. С лета 1944 года и до конца войны полк в составе дивизии сражался на 3-м Белорусском фронте в составе 1-й воздушной армии. В период подготовки Белорусской стратегической операции полк провёл большую учебную работу. Были организованы практические занятия по бомбометанию и ракетным стрельбам, проведена разъяснительная работа среди командиров эскадрилий, состоялись собрания, на которых лётчики обменивались боевым опытом. Результатом проведённой работы стали успешные действия при освобождении Белоруссии. Особенно эффективно действовали гвардейцы во время Витебско-Оршанской операции. Лётчики способствовали прорыву обороны противника на оршанском направлении, громили опорные пункты его обороны, уничтожали колонны отступающих немецких войск. Действуя на участке железной дороги Орша — Борисов, полк умелыми действиями заставили немцев бросить 20 эшелонов с военным имуществом при этом не повредив железнодорожное полотно. В ходе операции «Багратион» полк участвовал в освобождении Борисова, Минска и Гродно. За успешное выполнение заданий командования в боях с немецкими захватчиками, за овладение городом и оперативно важным железнодорожным узлом Орша и проявленные при этом доблесть и мужество полк награждён орденом Красного Знамени.
Успешные действия летчиков дивизии в Белоруссии 5 раз были отмечены в приказах Верховного Главнокомандующего. Во время Мемельской операции полк способствовал овладению городом Расейняй. В Инстербургско-Кёнигсбергской операции полк помогал вводу в прорыв частей 2-го танкового корпуса. В составе дивизии полк взломал немецкую оборону в Восточной Пруссии в районе Гумбиннена, а затем на протяжении всей операции оказывал штурмовую поддержку танковым частям, наступавшим на Кёнигсберг. В дальнейшем полк участвовал в штурме Кёнигсберга и разгроме Земландской группировки противника. На завершающем этапе войны полк принимал участие в овладении городом-крепостью Пиллау.
Закончил войну полк на аэроузле Растенбург (Восточная Пруссия). В составе действующей армии полк находился с 10 по 17 октября 1941 года (как 505-й штурмовой авиационный полк), с 18 марта 1943 года по 12 мая 1944 года и с 8 июня 1944 года по 9 мая 1945 года (как 75-й гвардейский штурмовой авиационный полк).

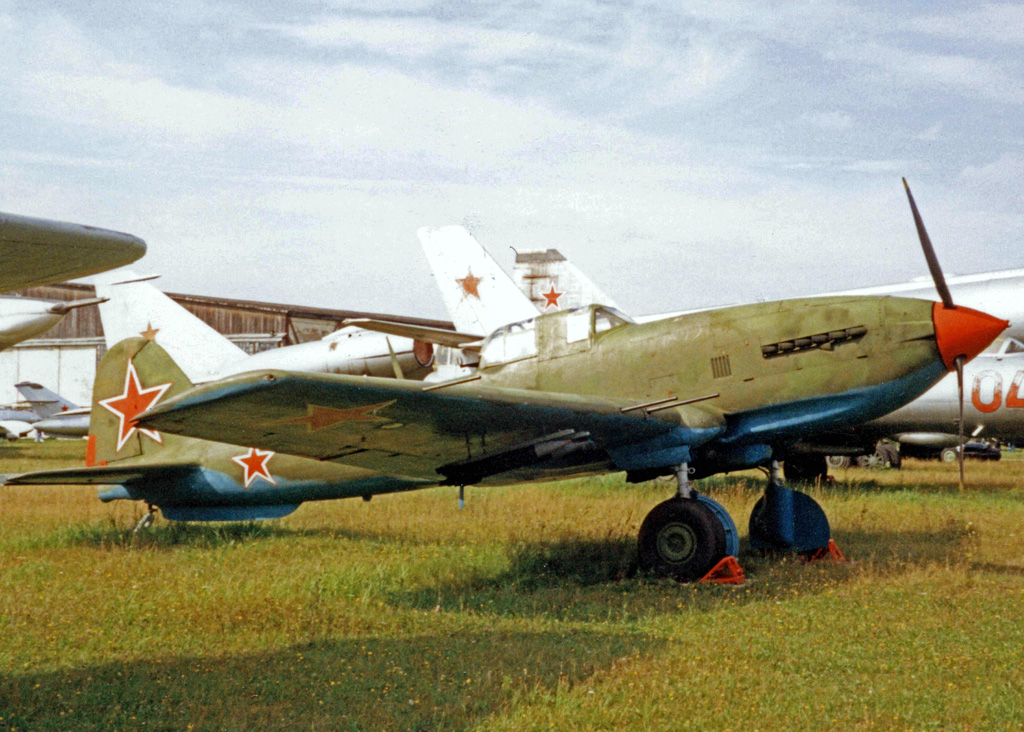
На вооружение полка самолёт Ил-10 начал поступать в начале 1945 года. На фото Ил-10М в Центральном музее ВВС РФ, Монино.

После войны полк входил в состав 1-й гвардейской штурмовой авиадивизии 1-й воздушной армии Барановичского военного округа до 9 августа 1945 года. С 9 августа 1945 года полк перебазировался на аэродром Барановичи. С июня 1947 года полк вместе с дивизией вошли в состав 1-го гвардейского штурмового авиакорпуса. С середины 50-х годов полк получил на вооружение МиГ-15. В марте 1954 года полк был передан в состав 311-й штурмовой авиадивизии 1-го гвардейского штурмового авиакорпуса с перебазированием на аэродром Пружаны. В 1955 году полк перебазирован на аэродром Лунинец, а с 1956 года переименован в 75-й гвардейский истребительно-бомбардировочный авиаполк. В апреле 1960 года 75-й гвардейский истребительно-бомбардировочный авиационный полк был расформированы в составе дивизии.

## Командиры полка
- майор Годин Дмитрий Никонорович, 16.09.1941 — 31.12.1941
- майор Чумаченко Леонид Карпович, 01.02.1942 — 01.08.1942
- майор, гвардии майор, подполковник Ляховский Наум Федорович, 25.12.1942 — 06.1944
- гвардии майор Стрельцов Владимир Федорович, 06.1944 — 11.1945
- гвардии полковник Болдырихин Фёдор Захарович, 11.1945 — 01.06.1946 г.

## В составе объединений
| Дата          | Фронт (округ)               | Армия                            | Корпус                                        | Дивизия                                                  | Примечания    |
| ------------- | --------------------------- | -------------------------------- | --------------------------------------------- | -------------------------------------------------------- | ------------- |
| 16.09.1941 г. | Западный фронт              | ВВС Западного фронта             |                                               |                                                          |               |
| 17.10.1941 г. | Приволжский военный округ   | ВВС Приволжского военного округа |                                               | 1-я запасная штурмовая авиационная бригада               |               |
| 01.04.1942 г. | Западный фронт              | ВВС Западного фронта             |                                               |                                                          |               |
| 29.05.1942 г. | Юго-Западный фронт          | ВВС Юго-Западного фронта         |                                               | 228-я штурмовая авиационная дивизия                      |               |
| 13.06.1942 г. | Юго-Западный фронт          | 8-я воздушная армия              |                                               | 228-я штурмовая авиационная дивизия                      |               |
| 18.06.1942 г. | Юго-Западный фронт          | 8-я воздушная армия              |                                               | 226-я штурмовая авиационная дивизия                      |               |
| 12.07.1942 г. | Сталинградский фронт        | 8-я воздушная армия              | -                                             | 226-я штурмовая авиационная дивизия                      |               |
| 15.09.1942 г. | Юго-Западный фронт          | 8-я воздушная армия              | -                                             | 226-я штурмовая авиационная дивизия                      |               |
| 30.09.1942 г. | Сталинградский фронт        | 8-я воздушная армия              | -                                             | 226-я штурмовая авиационная дивизия                      |               |
| 06.12.1942 г. | Сталинградский фронт        | 8-я воздушная армия              | -                                             | 287-я истребительная авиационная дивизия                 |               |
| 25.12.1942 г. | Сталинградский фронт        | 8-я воздушная армия              | -                                             | 226-я штурмовая авиационная дивизия                      |               |
| 31.12.1942 г. | Южный фронт                 | 8-я воздушная армия              | -                                             | 226-я штурмовая авиационная дивизия                      |               |
| 18.03.1943 г. | Южный фронт                 | 8-я воздушная армия              | -                                             | 226-я штурмовая авиационная дивизия                      |               |
| 18.03.1943 г. | Южный фронт                 | 8-я воздушная армия              | -                                             | 1-я гвардейская штурмовая авиационная дивизия            |               |
| 20.10.1943 г. | 4-й Украинский фронт        | 8-я воздушная армия              | -                                             | 1-я гвардейская штурмовая авиационная дивизия            |               |
| 12.05.1944 г. | Ставка ВГК                  | 8-я воздушная армия              | -                                             | 1-я гвардейская штурмовая авиационная дивизия            |               |
| 08.06.1944 г. | 3-й Белорусский фронт       | 1-я воздушная армия              | -                                             | 1-я гвардейская штурмовая авиационная дивизия            |               |
| 09.05.1945 г. | 3-й Белорусский фронт       | 1-я воздушная армия              | -                                             | 1-я гвардейская штурмовая авиационная дивизия            |               |
| 09.07.1945 г. | Барановичский военный округ | 1-я воздушная армия              | -                                             | 1-я гвардейская штурмовая авиационная дивизия            |               |
| 04.02.1946 г. | Белорусский военный округ   | 1-я воздушная армия              | -                                             | 1-я гвардейская штурмовая авиационная дивизия            |               |
| 01.06.1947 г. | Белорусский военный округ   | 1-я воздушная армия              | 1-й гвардейский штурмовой авиационный корпус  | 1-я гвардейская штурмовая авиационная дивизия            |               |
| 20.02.1949 г. | Белорусский военный округ   | 26-я воздушная армия             | 60-й гвардейский штурмовой авиационный корпус | 1-я гвардейская штурмовая авиационная дивизия            |               |
| 01.03.1954 г. | Белорусский военный округ   | 26-я воздушная армия             | 60-й гвардейский штурмовой авиационный корпус | 311-я штурмовая авиационная дивизия                      |               |
| 01.08.1956 г. | Белорусский военный округ   | 26-я воздушная армия             |                                               | 311-я штурмовая авиационная дивизия                      |               |
| 01.08.1956 г. | Белорусский военный округ   | 26-я воздушная армия             |                                               | 311-я истребительно-бомбардировочная авиационная дивизия |               |
| 01.04.1960 г. | Белорусский военный округ   | 26-я воздушная армия             |                                               | 311-я истребительно-бомбардировочная авиационная дивизия | расформирован |

## Участие в операциях и битвах

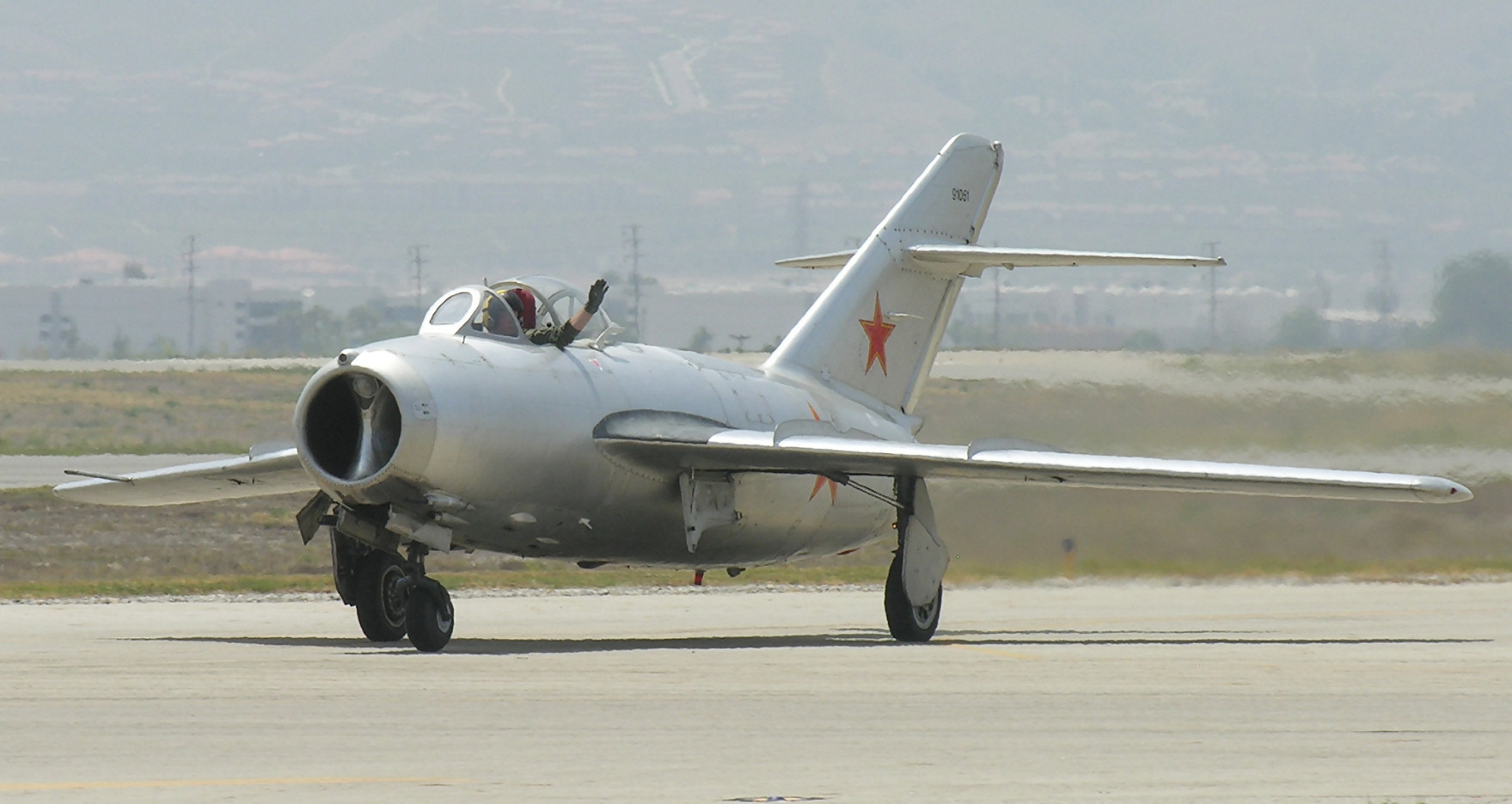
Истребитель МиГ-15 поступил на вооружение полка в середине 50-х годов XX века. Полк стал истребительно-бомбардировочным. На фото показан самолёт МиГ-15, принадлежащий частному лицу, Калифорния, 2007 год.

- Миусская операция — с 17 июля 1943 года по 2 августа 1943 года.
- Донбасская операция — с 13 августа 1943 года по 22 сентября 1943 года.
- Мелитопольская операция — с 26 сентября 1943 года по 5 ноября 1943 года.
- Никопольско-Криворожская наступательная операция — с 30 января 1944 года по 29 февраля 1944 года.
- Крымская наступательная операция — с 8 апреля 1944 года по 12 мая 1944 года.
- Белорусская операция «Багратион» — с 23 июня 1944 года по 29 августа 1944 года.
- Витебско-Оршанская операция — с 23 июня 1944 года по 28 июня 1944 года.
- Минская операция — с 29 июня 1944 года по 4 июля 1944 года.
- Вильнюсская наступательная операция — с 5 июля 1944 года по 20 июля 1944 года.
- Гумбиннен-Гольдапская операция — с 16 октября 1944 года по 27 октября 1944 года.
- Восточно-Прусская операция — с 13 января 1945 года по 25 апреля 1945 года.
  - Инстербургско-Кёнигсбергская операция — с 13 января 1945 года по 27 января 1945 года.
  - Восточно-Померанская операция — с 10 февраля 1945 года по 4 апреля 1945 года.
  - Кенигсбергская операция — с 6 апреля 1945 года по 9 апреля 1945 года.
  - Земландская операция — с 13 апреля 1945 года по 25 апреля 1945 года.

## Награды
- 75-й гвардейский штурмовой авиационный Сталинградский полк Указом Верховного Совета СССР от 6 июля 1944 года за успешное выполнение заданий командования в боях с немецкими захватчиками, за овладение городом и оперативно важным железнодорожным узлом Орша и проявленные при этом доблесть и мужество награждён орденом Красного Знамени[5].
- 75-й гвардейский штурмовой авиационный Сталинградский Краснознаменный полк Указом Верховного Совета СССР от 26 апреля 1945 года за образцовое выполнение заданий командования в боях с немецкими захватчиками при овладении городом Хайлигенбайль и проявленные при этом доблесть и мужество награждён орденом Суворова III степени[6].

## Почетные наименования
- 75-й гвардейский штурмовой авиационный полк за проявленные доблесть и мужество при разгроме фашистских войск под Сталинградом Приказом НКО СССР № 207 от 04 мая 1943 года удостоен почётного наименования Сталинградский.

## Благодарности Верховного Главнокомандующего
Воинам полка в составе 1-й гвардейской штурмовой дивизии объявлены благодарности Верховного Главнокомандующего:
- За отличие в боях при овладении городом и железнодорожной станцией Мелитополь — важнейшим стратегическим узлом обороны немцев на южном направлении, запирающим подступы к Крыму и нижнему течению Днепра[7].
- За прорыв сильно укрепленной обороны немцев на их плацдарме южнее города Никополь на левом берегу Днепра, ликвидации оперативно важного плацдарма немцев на левом берегу Днепра и овладении районным центром Запорожской области — городом Каменка, а также занятием более 40 других населенных пунктов[8].
- За отличие в боях при прорыве сильно укрепленной обороны противника на Перекопском перешейке, овладении городом Армянск, выход к Ишуньским позициям, форсировании Сиваша восточнее города Армянск, прорыве глубоко эшелонированной обороны противника в озерных дефиле на южном побережье Сиваша и овладении важнейшим железнодорожным узлом Крыма — Джанкоем[9].
- За отличие в боях при овладении столицей Крыма городом Симферополь — основным опорным пунктом обороны противника, прикрывающим пути к портам южного побережья Крымского полуострова[10].
- За отличие в боях при овладении штурмом крепостью и важнейшей военно-морской базой на Чёрном море городом Севастополь[11].
- За отличие в боях при прорыве сильно укрепленной и развитой в глубину обороны Витебского укрепленного района немцев немцев, южнее города Витебск, на участке протяжением 30 километров, продвижении в глубину за два дня наступательных боев до 25 километров и расширении прорыва до 80 километров по фронту, освобождении более 300 населенных пунктов[12].
- За отличие в боях при овладении городом и оперативно важным железнодорожным узлом Орша — мощным бастионом обороны немцев, прикрывающим минское направление[13].
- За отличие в боях при овладении штурмом городом и крупным узлом коммуникаций Борисов — важным опорным пунктом обороны немцев, прикрывающим подступы к Минску[14].
- За отличие в боях при овладении столицей Советской Белоруссии городом Минск — важнейшим стратегическим узлом обороны немцев на западном направлении[15].
- За отличие в боях при овладении городом и крепостью Гродно — крупным железнодорожным узлом и важным укрепленным районом обороны немцев, прикрывающим подступы к границам Восточной Пруссии[16].
- За отличие в боях при форсировании реки Неман, прорыве сильно укрепленной обороны противника на западном берегу Немана, овладении городом и крупной железнодорожной станцией Мариамполь, важными узлами коммуникаций Пильвишки, Шостаков, Сейны[17].
- За отличие в боях при овладении городом и крепостью Каунас (Ковно) — оперативно важным узлом коммуникаций и мощным опорным пунктом обороны немцев, прикрывающим подступы к границам Восточной Пруссии[18].
- За прорыв обороны противника северо-западнее и юго-западнее города Шауляй (Шавли) и овладении важными опорными пунктами обороны немцев Телыпай, Плунгяны, Мажейкяй, Тришкяй, Тиркшляй, Седа, Ворни, Кельмы, а также овладении более 2000 других населенных пунктов[19]
- За отличие в боях при овладении мощными опорными пунктами обороны противника — Ширвиндт, Наумиестис (Владиславов), Виллюнен, Вирбалис (Вержболово), Кибартай (Кибарты), Эйдткунен, Шталлупенен, Миллюнен, Вальтеркемен, Пиллюпенен, Виштынец, Мелькемен, Роминтен, Гросс Роминтен, Вижайны, Шитткемен, Пшеросьль, Гольдап, Филипув, Сувалки и занятиим около 900 других населенных пунктов, из которых более 400 населенных пунктов на территории Восточной Пруссии[20].
- За отличие в боях при прорыве долговременной, глубоко эшелонированной обороны немцев в Восточной Пруссии и овладении штурмом укрепленными городами Пилькаллен, Рагнит и сильными опорными пунктами обороны немцев Шилленен, Лазденен, Куссен, Науйенингкен, Ленгветен, Краупишкен, Бракупенен, а также занятии с боями более 600 других населенных пунктов[21].
- За отличие в боях при овладении городами Восточной Пруссии Тильзит, Гросс-Скайсгиррен, Ауловенен, Жиллен и Каукемен — важными узлами коммуникаций и сильными опорными пунктами обороны немцев на кенигсбергском направлении[22].
- За отличие в боях при овладении городами в Восточной Пруссии городом Гумбиннен — важным узлом коммуникаций и сильным опорным пунктом обороны немцев на кенигсбергском направлении[23].
- За отличие в боях при овладении городом Инстербург — важным узлом коммуникаций и мощным укрепленным районом обороны немцев на путях к Кенигсбергу[24].
- За отличие в боях при овладении штурмом городами Вормдит и Мельзак — важными узлами коммуникаций и сильными опорными пунктами обороны немцев[25].
- За отличие в боях при овладении городом Хайлигенбайль — последним опорным пунктом обороны немцев на побережье залива Фриш-Гаф, юго-западнее Кёнигсберга[26].
- а отличие в боях при разгроме и завершении ликвидации окруженной восточно-прусской группы немецких войск юго-западнее Кёнигсберга[27].
- За отличие в боях при овладении крепостью и главным городом Восточной Пруссии Кенигсберг — стратегически важным узлом обороны немцев на Балтийском море[28].
- За отличие в боях при овладении последним опорным пунктом обороны немцев на Земландском полуострове городом и крепостью Пиллау — крупным портом и военно-морской базой немцев на Балтийском море[29].

## Отличившиеся воины

### Дважды Герои Советского Союза
- Беда Леонид Игнатьевич, гвардии майор, помощник командира 75-го гвардейского штурмового авиационного полка 1-й гвардейской штурмовой авиационной дивизии 1-й воздушной армии Указом Президиума Верховного Совета СССО от 29 июня 1945 года удостоен звания дважды Герой Советского Союза. Золотая Звезда № 2/61.
- Брандыс Анатолий Яковлевич, гвардии капитан, командир эскадрильи 75-го гвардейского штурмового авиационного полка 1-й гвардейской штурмовой авиационной дивизии 1-й воздушной армии Указом Президиума Верховного Совета СССО от 29 июня 1945 года удостоен звания дважды Герой Советского Союза. Золотая Звезда № 2/68.
- Недбайло Анатолий Константинович, гвардии капитан, командир эскадрильи 75-го гвардейского штурмового авиационного полка 1-й гвардейской штурмовой авиационной дивизии 1-й воздушной армии Указом Президиума Верховного Совета СССО от 29 июня 1945 года удостоен звания дважды Герой Советского Союза. Золотая Звезда № 2/63.
- Семейко Николай Илларионович, гвардии капитан, штурман 75-го гвардейского штурмового авиационного полка 1-й гвардейской штурмовой авиационной дивизии Указом Президиума Верховного Совета СССО от 29 июня 1945 года удостоен звания дважды Герой Советского Союза.

### Герои Советского Союза
- Беда Леонид Игнатьевич, гвардии старший лейтенант, командир эскадрильи 75-го гвардейского штурмового авиационного полка 1-й гвардейской штурмовой авиационной дивизии 8-й воздушной армии Указом Президиума Верховного Совета СССР от 26 октября 1944 года удостоен звания Герой Советского Союза. Золотая Звезда № 4723.
- Брандыс Анатолий Яковлевич, гвардии старший лейтенант, заместитель командира эскадрильи 75-го гвардейского штурмового авиационного полка 1-й гвардейской штурмовой авиационной дивизии 8-й воздушной армии Указом Президиума Верховного Совета СССР от 23 февраля 1945 года удостоен звания Герой Советского Союза. Золотая Звезда № 6202.
- Васильев, Михаил Павлович, гвардии лейтенант, командир звена 75-го гвардейского штурмового авиационного полка 1-й гвардейской штурмовой авиационной дивизии 1-й воздушной армии Указом Президиума Верховного Совета СССР от 29 июня 1945 года удостоен звания Герой Советского Союза. Золотая Звезда № 8722.
- Давыдов Николай Сергеевич, гвардии старший лейтенант, заместитель командира эскадрильи 75-го гвардейского штурмового авиационного полка 1-й гвардейской штурмовой авиационной дивизии 1-й воздушной армии Указом Президиума Верховного Совета СССР от 19 апреля 1945 года удостоен звания Герой Советского Союза. Золотая Звезда № 6217.
- Дойчев Вадим Пантелеймонович, гвардии старший лейтенант, командир звена 75-го гвардейского штурмового авиационного полка 1-й гвардейской штурмовой авиационной дивизии 1-й воздушной армии Указом Президиума Верховного Совета СССР от 19 апреля 1945 года удостоен звания Герой Советского Союза. Посмертно.
- Жабинский Дмитрий Иванович, гвардии капитан, командир эскадрильи 75-го гвардейского штурмового авиационного полка 1-й гвардейской штурмовой авиационной дивизии 8-й воздушной армии Указом Президиума Верховного Совета СССР от 26 октября 1944 года удостоен звания Герой Советского Союза. Золотая Звезда № 4722.
- Ильченко Виктор Лукьянович, гвардии лейтенант, старший лётчик 75-го гвардейского штурмового авиационного полка 1-й гвардейской штурмовой авиационной дивизии 1-й воздушной армии Указом Президиума Верховного Совета СССР от 29 июня 1945 года удостоен звания Герой Советского Союза. Золотая Звезда № 6288.
- Карпеев Михаил Поликарпович, гвардии лейтенант, штурман 75-го гвардейского штурмового авиационного полка 1-й гвардейской штурмовой авиационной дивизии 1-й воздушной армии Указом Президиума Верховного Совета СССР от 29 июня 1945 года удостоен звания Герой Советского Союза. Золотая Звезда № 8727.
- Кожушкин Николай Алексеевич, гвардии лейтенант, старший лётчик 75-го гвардейского штурмового авиационного полка 1-й гвардейской штурмовой авиационной дивизии 1-й воздушной армии Указом Президиума Верховного Совета СССР от 29 июня 1945 года удостоен звания Герой Советского Союза. Золотая Звезда № 6219.
- Молозев Виктор Фёдорович, гвардии младший лейтенант, лётчик 75-го гвардейского штурмового авиационного полка 1-й гвардейской штурмовой авиационной дивизии 1-й воздушной армии Указом Президиума Верховного Совета СССР от 29 июня 1945 года удостоен звания Герой Советского Союза. Золотая Звезда № 6363.
- Недбайло Анатолий Константинович, гвардии капитан, командир эскадрильи 75-го гвардейского штурмового авиационного полка 1-й гвардейской штурмовой авиационной дивизии 1-й воздушной армии Указом Президиума Верховного Совета СССР от 19 апреля 1945 года удостоен звания Герой Советского Союза. Золотая Звезда № 6247.
- Прудников Дмитрий Тихонович, гвардии лейтенант, командир эскадрильи 75-го гвардейского штурмового авиационного полка 1-й гвардейской штурмовой авиационной дивизии 8-й воздушной армии Указом Президиума Верховного Совета СССР от 4 февраля 1944 года удостоен звания Герой Советского Союза. Посмертно.
- Семейко Николай Илларионович, гвардии капитан, штурман эскадрильи 75-го гвардейского штурмового авиационного полка 1-й гвардейской штурмовой авиационной дивизии 1-й воздушной армии Указом Президиума Верховного Совета СССР от 19 апреля 1945 года удостоен звания Герой Советского Союза. Золотая Звезда не вручена в связи с гибелью.
- Семейко Николай Илларионович, гвардии капитан, штурман эскадрильи 75-го гвардейского штурмового авиационного полка 1-й гвардейской штурмовой авиационной дивизии 1-й воздушной армии Указом Президиума Верховного Совета СССР от 29 июня 1945 года удостоен звания дважды Герой Советского Союза. Посмертно.
- Синчуков Пётр Сидорович, гвардии старший лейтенант, командир звена 75-го гвардейского штурмового авиационного полка 1-й гвардейской штурмовой авиационной дивизии 1-й воздушной армии Указом Президиума Верховного Совета СССР от 19 апреля 1945 года удостоен звания Герой Советского Союза. Золотая Звезда № 6213.
- Стрельцов Владимир Фёдорович, гвардии подполковник, штурман 75-го гвардейского штурмового авиационного полка 1-й гвардейской штурмовой авиационной дивизии 8-й воздушной армии Указом Президиума Верховного Совета СССР от 23 февраля 1945 года удостоен звания Герой Советского Союза. Золотая Звезда № 6221.
- Сиротин Виктор Николаевич, гвардии старший лейтенант, командир звена 75-го гвардейского штурмового авиационного полка 1-й гвардейской штурмовой авиационной дивизии 1-й воздушной армии Указом Президиума Верховного Совета СССР от 19 апреля 1945 года удостоен звания Герой Советского Союза. Золотая Звезда № 6218.
- Тараканов Николай Николаевич, гвардии лейтенант, заместитель командира эскадрильи 75-го гвардейского штурмового авиационного полка 1-й гвардейской штурмовой авиационной дивизии 8-й воздушной армии Указом Президиума Верховного Совета СССР от 13 апреля 1944 года удостоен звания Герой Советского Союза. Золотая Звезда № 3395.
- Удовиченко Иван Максимович, гвардии старший лейтенант, заместитель командира эскадрильи 75-го гвардейского штурмового авиационного полка 1-й гвардейской штурмовой авиационной дивизии 1-й воздушной армии Указом Президиума Верховного Совета СССР от 19 апреля 1945 года удостоен звания Герой Советского Союза. Посмертно.
- Фогилев Владимир Николаевич, гвардии лейтенант, старший лётчик 75-го гвардейского штурмового авиационного полка 1-й гвардейской штурмовой авиационной дивизии 1-й воздушной армии Указом Президиума Верховного Совета СССР от 29 июня 1945 года удостоен звания Герой Советского Союза. Золотая Звезда № 8705.

### Кавалеры ордена Славы трёх степеней
- Благов, Павел Степанович, гвардии старшина, воздушный стрелок 75-го гвардейского штурмового авиационного полка.
- Занько, Фёдор Петрович, гвардии старшина, старший воздушный стрелок 75-го гвардейского штурмового авиационного полка.
- Карымшаков, Абдыкасым, гвардии старшина, старший воздушный стрелок 75-го гвардейского штурмового авиационного полка.
- Келеев, Николай Трофимович, гвардии сержант, воздушный стрелок-радист 75-го гвардейского штурмового авиационного полка.
- Клешнин, Михаил Иванович, гвардии старший сержант, воздушный стрелок 75-го гвардейского штурмового авиационного полка.
- Матвеев, Дмитрий Иванович, гвардии старший сержант, старший воздушный стрелок 75-го гвардейского штурмового авиационного полка.
- Романов, Семён Терентьевич, гвардии старшина, воздушный стрелок 75-го гвардейского штурмового авиационного полка.

## Воины полка, совершившие огненный таран
Огненный таран совершили:
- 15 февраля 1945 года командир эскадрильи гвардии майор Жабинский Дмитрий Иванович и воздушный стрелок гвардии старшина Акоев, Лазарь Джамбулатович.
- 6 июля 1944 года лётчик младший лейтенант Киреев Николай Иванович и стрелок-радист красноармеец Сафонов Алексей Иванович

## Базирование полка
| Период                  | Место базирования                          |
| ----------------------- | ------------------------------------------ |
| 01.1945 — 25.01.1945    | Винцы , Восточная Пруссия.                 |
| 25.01.1945 — 04.1945    | Инстербург (Черняховск), Восточная Пруссия |
| 14.02.1945 — 09.08.1945 | Растенбург , Восточная Пруссия             |
| 09.08.1945 — 03.1954    | Барановичи, Брестская область              |
| 03.1954 — 04.1960       | Лунинец, Брестская область                 |